# ペトロナス工科大学
ペトロナス工科大学（ペトロナスこうかだいがく、マレー語: Universiti Teknologi PETRONAS）は、マレーシアのペラ州にある私立大学である。略称はUTPで、マレーシアを代表する天然資源企業であるペトロナスの傘下にある。1997年に、石油とガス産業における高度な技術と知識を提供することを目的として、ペトロナス社によって設立された。当初はエネルギー関連分野に特化していたが、現在では工学、情報技術、環境科学、ビジネスなどの多様な分野で研究と教育を行っている。
THE世界大学ランキング2024では201-250位にランクインしており、アジア大学ランキングでは52位、若い大学（設立50年以下の大学）ランキングでは32位となっている。このランキングは、日本の九州大学やオーストラリアのカーティン大学と同等である。特に注目すべきことは、UTPが2022年以降、徐々にランキングを上昇させていることである。この進展は、教育・研究の質の向上、国際的な評価の高まり、産業界との強力な連携が要因となっている。
UTPはマレーシアおよび東南アジアの私立大学の中で１位（トップクラス）であり、特にエンジニアリング分野では東南アジア有数の研究力を誇る。大学キャンパスは、クアラルンプールとペナン州ジョージタウンの中間地点であるペラ州ペラテンガ地区の学生都市スリイスカンダルに位置している。東京ドーム約86個分の広大なキャンパスには、フィットネスジムやプールを含む多数のスポーツ施設、全学生を収容可能な学生レジデンス、14のカフェテリアなどがあり、マレーシアで最もキャンパス施設が充実した大学の1つである。さらに、UTPのキャンパスはその美しさと近未来的なデザインで知られており、学生たちにとって魅力的な学びの環境を提供している。

## 歴史
ペトロナス工科大学（UTP）は、1997年にマレーシア最大かつ世界有数の石油企業であるマレーシア国営石油会社ペトロナス社の100%出資によって設立された私立大学である。
ペトロナス社は、F1のスポンサーとしても知られており、メルセデスAMGと共同でMercedes-AMG PETRONASのフォーミュラ1カーの開発を行っている。このパートナーシップにより、ペトロナスの技術とイノベーションはモータースポーツの最前線でも活かされており、その経験と知識がUTPの教育や研究活動にも反映されている。UTPの歴史は、常に進化し続ける教育機関として、未来に向けた新たな挑戦を続けている。

## 主な専攻
- 石油工学
- 化学工学/応用化学
- 地球科学
- 土木・環境工学
- 情報システム/IT（テクノロジー）
- コンピュータ工学/コンピュータサイエンス
- ビジネスマネジメント
- 電子＆電気工学
- 機械工学
- 素材工学

学生数は約8400人程度（学部生・大学院生含む）であり、特に石油工学、鉱石/鉱山工学、化学工学、エンジニアリング＆テクノロジー分野で国際的評価（QS世界大学ランキング2022で414位）が高く、国内外の大学および他の研究機関・産業界と積極的に研究協力を行っている。

## 日本の学生交流協定校
- 東京大学
- 大阪大学
- 九州大学
- 北陸先端科学技術大学院大学
- 群馬大学
- 山梨大学
- 広島大学
- 九州工業大学
- 熊本大学
- 鹿児島大学
- 早稲田大学
- 明治大学
- 大阪工業大学
- 福岡大学
- 崇城大学